# ناعومي سافاج
ناعومي سافاج (بالإنجليزية: Naomi Savage)‏ هي مصورة أمريكية، ولدت في 1927، وتوفيت في 22 نوفمبر 2005.